# Šťáhlavy
Šťáhlavy (německy Stiahlau) jsou obec a vesnice v okrese Plzeň-město, čtrnáct kilometrů jihovýchodně od Plzně. Žije zde přibližně 2 900 obyvatel. Šťáhlavy leží na řece Úslavě. Obcí prochází železniční trať Plzeň – České Budějovice (stanice Šťáhlavy) a také vedlejší Železniční trať Rokycany–Nezvěstice (zastávka Šťáhlavice).
Sousedními obcemi sídla jsou Milínov, Žákava, Nezvěstice, Starý Plzenec, Nezbavětice, Lhůta, Raková a Rokycany.

## Historie
První písemná zmínka o vesnici pochází z roku 1239, když král Václav I. vyměnil vesnici za osadu Benešovice u Stříbra. Ten v roce 1235 cestoval se svou družinou na říšský sněm v Augsburgu, zastavil se v kladrubském klášteře, aby si vypůjčil od zdejšího opata na cestu a na dary pro císaře částku 200 hřiven, to je přibližně padesát kilogramů čistého stříbra. Za tuto půjčku se král rozhodl věnovat klášteru ves Benešovice, o jejíž vlastnictví zřejmě opat sám již dříve usiloval. Tento dar však musel Václav I. pochopitelně nejprve projednat s dosavadním majitelem, tedy proboštem Epponem, a tak k definitivnímu darování Benešovic došlo teprve vydáním skutečné darovací listiny dne 20. října 1239 v Regensburgu. V listině, psané královským notářem Vilémem a opatřené královskou pečetí, se také popisuje, jak král odškodnil probošta Eppona za odebrané Benešovice tím, že do vlastnictví kaple sv. Vavřince ve Staré Plzni daroval nedalekou ves Šťáhlavy.

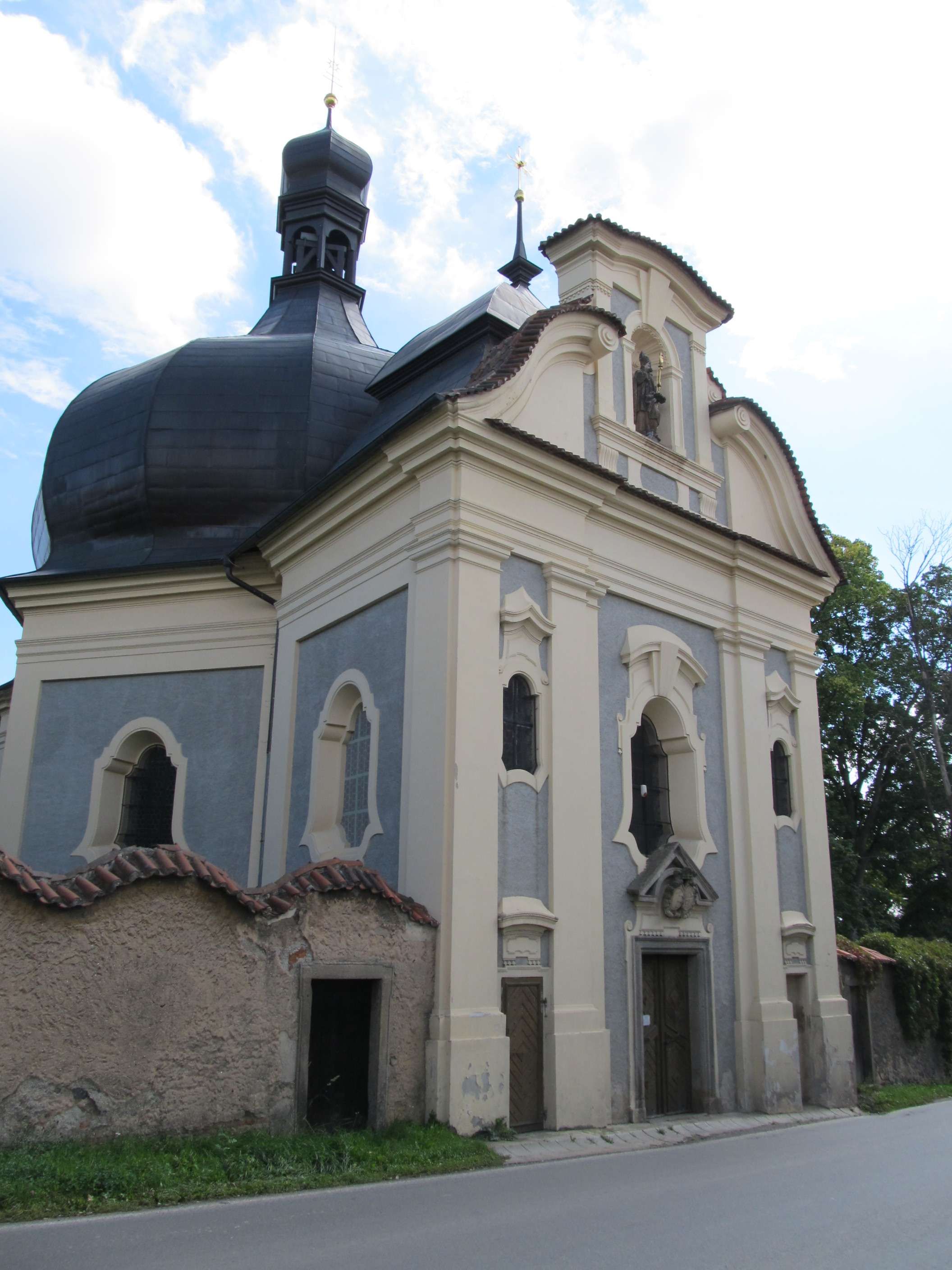
Kostel svatého Vojtěcha v areálu zámku

Krátké období, zhruba půl století, patřily Šťáhlavy k nové Plzni, která byla založena roku 1295 za vlády Václava II. Do poloviny 15. století byl pak šťáhlavský majetek v držení vladyků. Prvním byl v roce 1318 jakýsi Beneda a dalšími pak Mareš, Ješek, Hynek a Vyšemír. V té době byly ke Šťáhlavům připojeny vsi Lhůta, Kamýk a Neslívy. Od poloviny 15. století náležela obec rodu Doupovců z Doupova, kteří jednotlivé díly Šťáhlav sjednotili a nechali v místě dnešní zahrady patřící k restauraci „U Radyně“ postavit tvrz.
V roce 1539 prodali Doupovci Šťáhlavy s tvrzí, dvorem, pustým hradem Lopatou a vesnicemi Šťáhlavice, Nezbavětice, Sedlec, Lhůta, Neslívy, Nezvěstice, Žákava a Nevid urozenému panu Jiříku Kokořovcovi z Kokořova za šest tisíc kop míšeňských grošů. Ten pak dále zvětšil svůj majetek o ves Radyni a Plzenec, které v roce 1561 odkoupil od Zdeňka ze Šternberka. Pan Jiřík v průběhu několika let založil další dvory a lze jej tedy právem považovat za zakladatele šťáhlavského panství, které po jeho smrti spravovali jeho dva synové. První z nich Karel Kokořovec postavil v roce 1548 na šťáhlavské návsi novou tvrz, kterou nechal později rozšířit v renesanční zámek. Druhý ze synů se svou manželkou Dorotou Týřovskou vystavěl nad zámkem kapli sv. Vojtěcha, jež je střední částí dnešního kostela. V roce 1710 prodal jejich vnuk Jan Jindřich celé rozsáhlé panství Antonii Josefíně Černínové, hraběnce z Chudenic, za 260 tisíc zlatých. Její příbuzný hrabě Heřman Jakub Černín, následující vlastník panství, dal zámeckou kapli sv. Vojtěcha v roce 1762 rozšířit na chrám. V roce 1782 bylo pak zámku přistavěno jižní křídlo. Obě tyto stavby byly již postaveny ve slohu barokním. Dosavadní filiální chrám byl v roce 1813 přeměněn Heřmanovým synem Janem Vojtěchem Černínem ve farní kostel, jenž proslul svými třemi kopulemi.

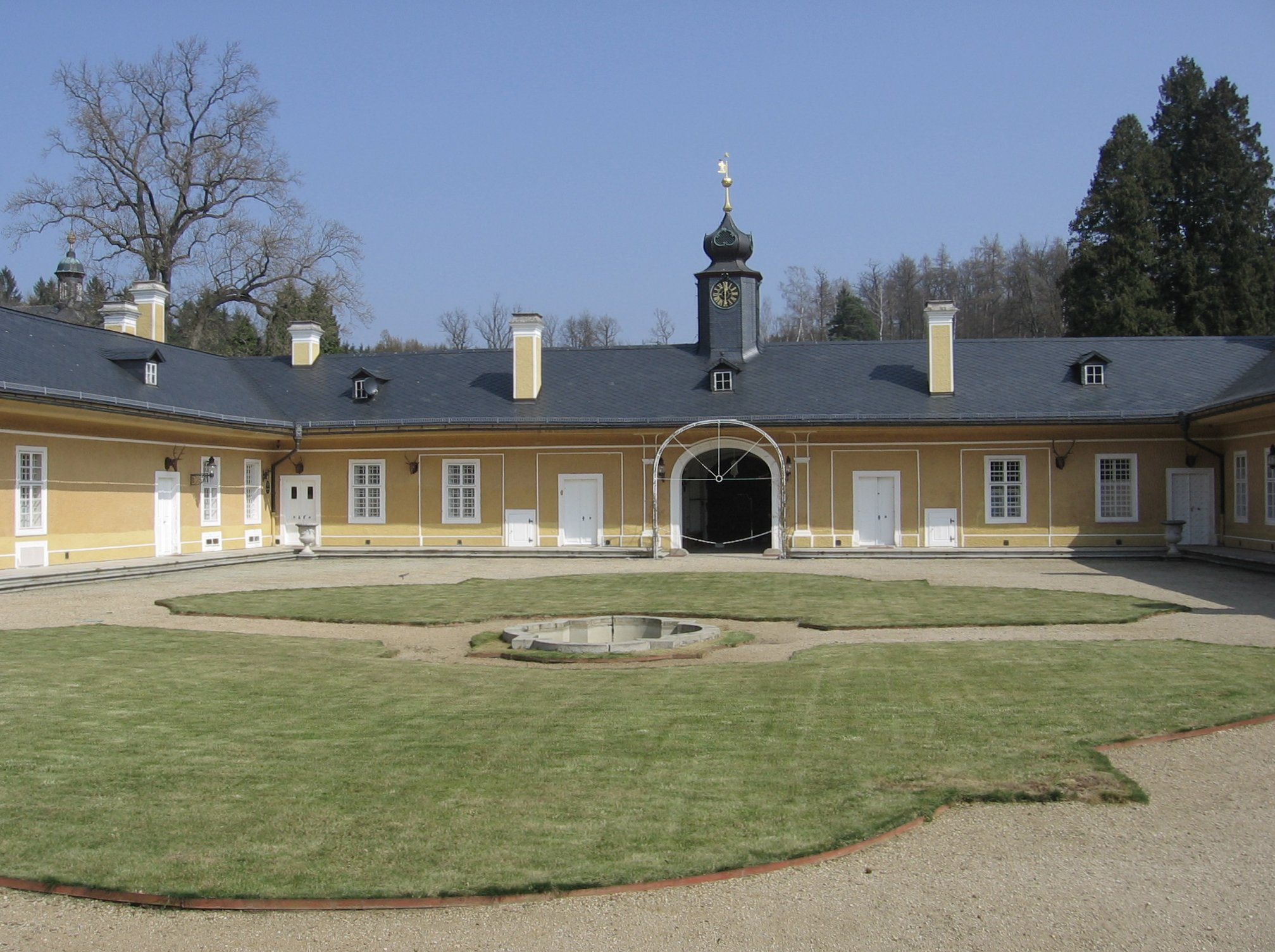
Nádvoří zámku Kozel

Jan Vojtěch Černín z Chudenic (1745–1816) byl nejvyšším lovčím českého království a v letech 1784 až 1789 dal v klasicistním slohu postavit na jižním svahu vrchu Boru honosný lovecký zámeček Waldschloss v klasicistním slohu. V pozdější době byl zámeček přejmenován na Kozel, za tento název vděčí podle pověsti pohanskému zvyku starých Slovanů, kteří v těchto místech obětovávali v době jarní rovnodennosti na usmíření bohů a v naději na dobrou úrodu kozla. Stavbě hlavní zámecké budovy na obdélníkovém půdorysu kolem ústředního dvora velel málo známý pražský stavitel Václav Haberditz. V polovině devadesátých let 18. století dal hrabě Černín rozšířit zámek o dvě dvojice budov. Návrh a plány pro ně vypracoval vynikající český architekt Ignác Jan Nepomuk Palliardi, který rozšířil původní jednoduchou zámeckou dispozici na větší stavební komplex. V současné době patří zámek Kozel pod správu Národního památkového ústavu (ÚPS v Českých Budějovicích) a současně mezi nejnavštěvovanější objekty západních Čech.
Na konci 18. století byly Šťáhlavy jako centrum rozsáhlého dominia největší obcí západních Čech. Žilo zde tehdy 810 obyvatel v 92 domech a proto zde také v roce 1794 byla postavena obecní škola. V roce 1816 po smrti J. V. Černína zdědil panství šťáhlavské jeho příbuzný Kristián z Valdštejna a Vartenberka. V této době byly Šťáhlavy dominiem, neboli vrchnostenským úřadem, který vykonával soudní moc nad poddanými obcemi. Součástí šťáhlavského dominia bylo padesát vsí a dvorů, jednalo se o správně-soudní okres. Dne 3. června roku 1850 přestaly plnit v obci patrimoniální úřady (právní a soudní úřad) svou funkci. Šťáhlavské panství bylo rozděleno do tří soudních okresů, Šťáhlavy připadly k Rokycanům, Plzenec k Plzni a Šťáhlavice k Blovicím.
Na podnět starosty Antonína Čížka byl v obci v roce 1885 založen Odbor ústřední matice školské, roku 1893 Záloženský spolek a v roce 1909 Tělocvičná jednota Sokol. K jednomu z nejstarších spolků v obci patřil Sbor dobrovolných hasičů založený v roce 1884.
Druhá světová válka byla v obci definitivně ukončena 7. května 1945 příjezdem americké armády. V roce 1947 byly Šťáhlavy přiřazeny k okresu Plzeň-venkov a v roce 1960 po novém státoprávním uspořádání ČSR vznikl Západočeský kraj s deseti okresy a Šťáhlavy, Šťáhlavice a Nezbavětice se staly sloučenou obcí v nově vzniklém okresu Plzeň-jih. Pod ten obec patřila až do konce roku 2006. Od 1. ledna 2007 patří Šťáhlavy pod okres Plzeň-město.

## Obyvatelstvo
| Rok            | 1869  | 1880  | 1890  | 1900  | 1910  | 1921  | 1930  | 1950  | 1961  | 1970  | 1980  | 1991  | 2001  | 2011  | 2021  |
| -------------- | ----- | ----- | ----- | ----- | ----- | ----- | ----- | ----- | ----- | ----- | ----- | ----- | ----- | ----- | ----- |
| Počet obyvatel | 1 437 | 1 606 | 1 620 | 1 595 | 1 624 | 1 776 | 2 207 | 2 065 | 2 211 | 2 161 | 2 289 | 2 202 | 2 165 | 2 365 | 2 923 |
| Počet domů     | 156   | 176   | 188   | 194   | 213   | 234   | 376   | 490   | 526   | 555   | 573   | 658   | 703   | 778   | 959   |

## Obecní správa

### Části obce
- Šťáhlavy
- Šťáhlavice

V letech 1959–1993 k obci patřily i Nezbavětice.

### Obecní symboly
Znak a vlajka byly obci uděleny rozhodnutím předsedy Poslanecké sněmovny Parlamentu České republiky dne 31. ledna 2002.

## Pamětihodnosti
- Kostel svatého Vojtěcha
- Pohřební kaple Povýšení svatého Kříže s hrobkou rodu Černínů a Valdštejnů
- Zámek Šťáhlavy
- Poblíž obce se nachází památný strom Sedlákova lípa
- Severně od vesnice se nachází hradiště Sedlecká skála z pozdní doby halštatské.[10]
- Parní mlýn
- Socha svatého Jana Nepomuckého (na začátku Husovy ulice, opětovná instalace v roce 2021)

## Rodáci a osobnosti

### Rodáci
- Josef Zikmund (1810–1868), advokát, politik, poslanec  Českého zemského sněmu a Říšské rady.
- František Chodounský (1845–1924), ředitel Výzkumného ústavu pivovarského a sladařského
- Gustav Eim (1849–1897), český politik a novinář
- Fedor Kovařík (1854–1937), spisovatel, pedagog, matematik, organizátor školní výchovy
- Jan Trefný (1875–1943), malíř a středoškolský profesor
- Jindřich Krepindl (* 1948), házenkář, olympijský medailista (stříbro 1972)

### Osobnosti
- Antonín Čížek, starosta

## Galerie

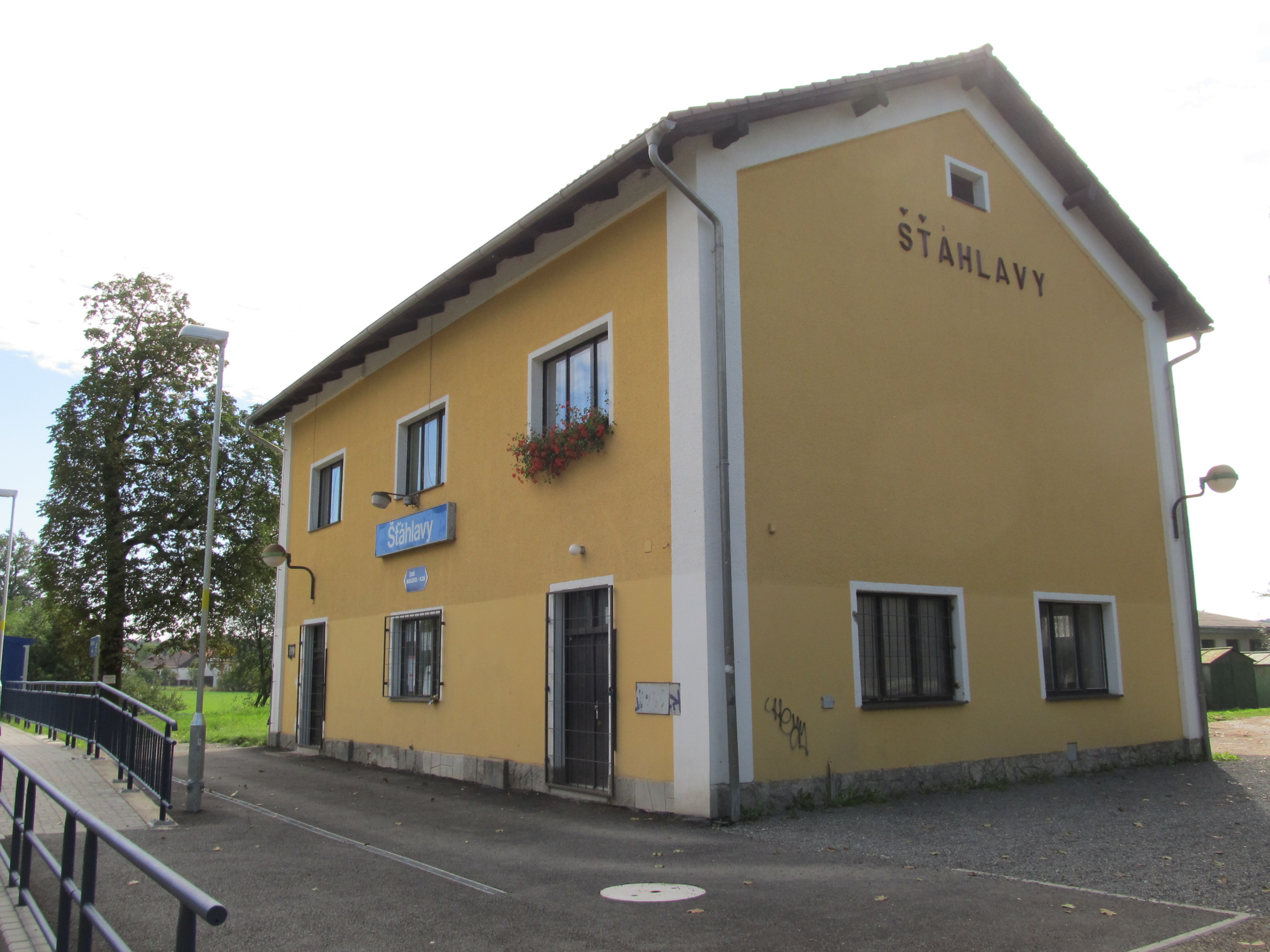
Železniční stanice
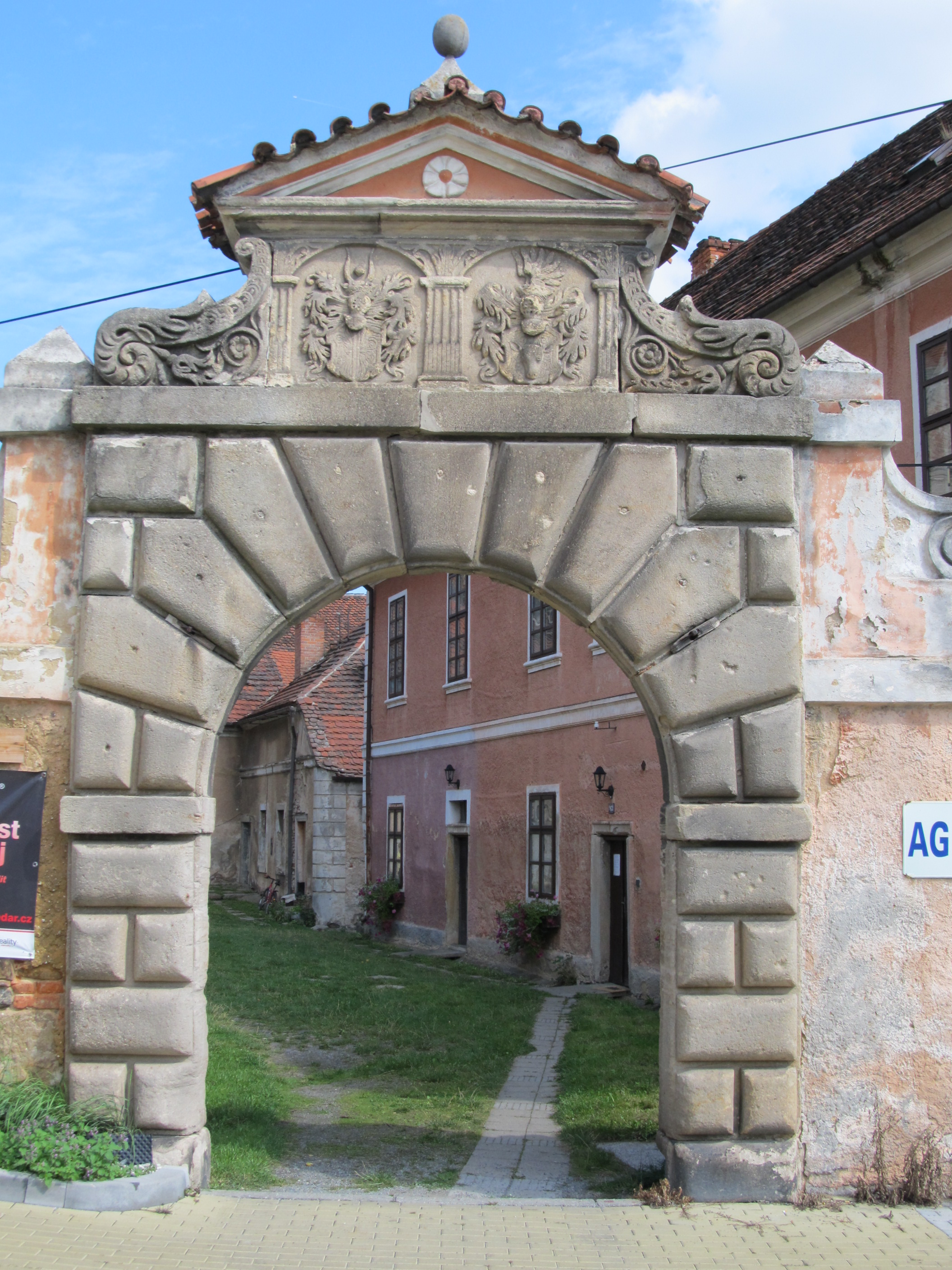
Zámecká brána
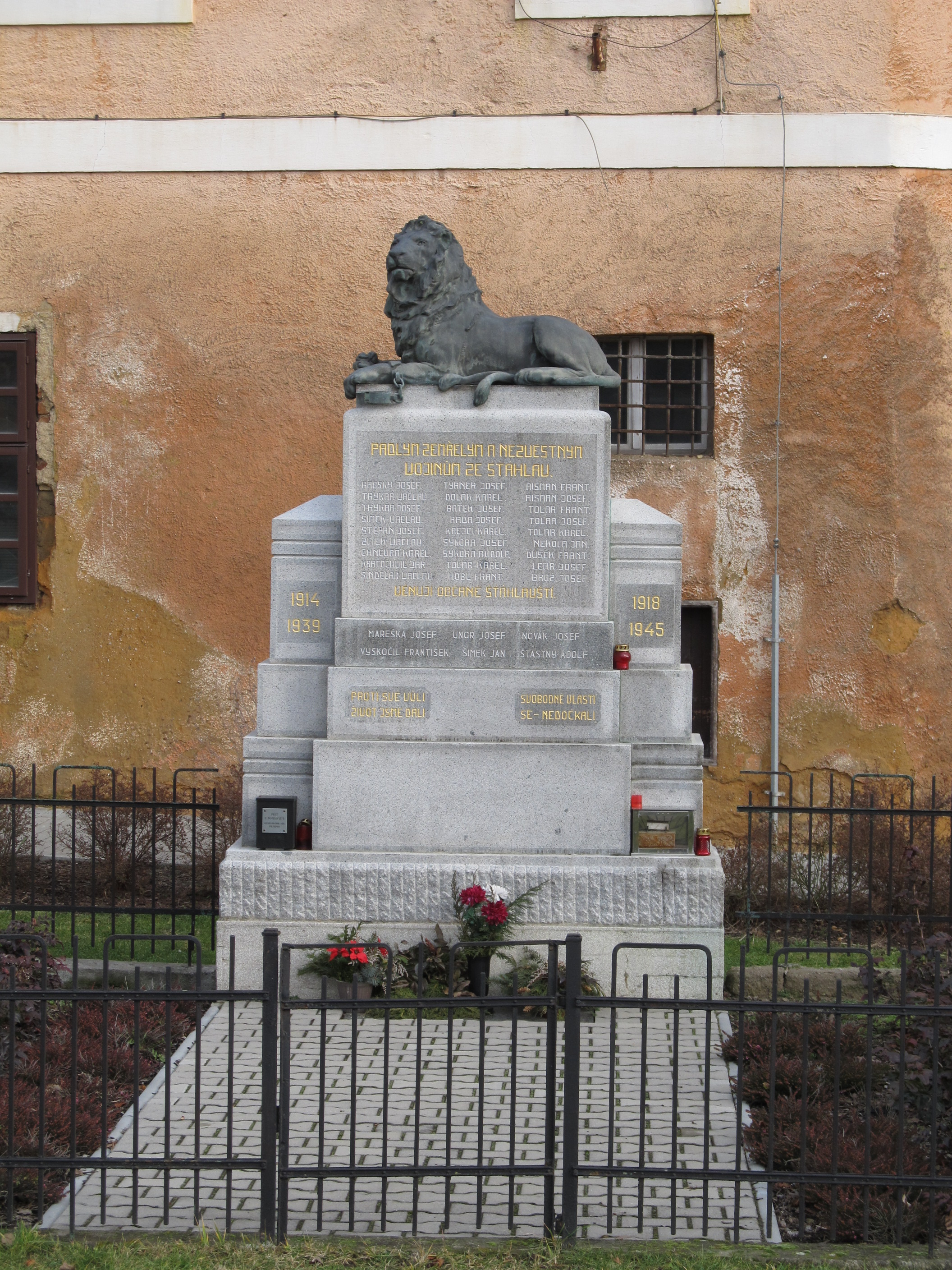
Pomník
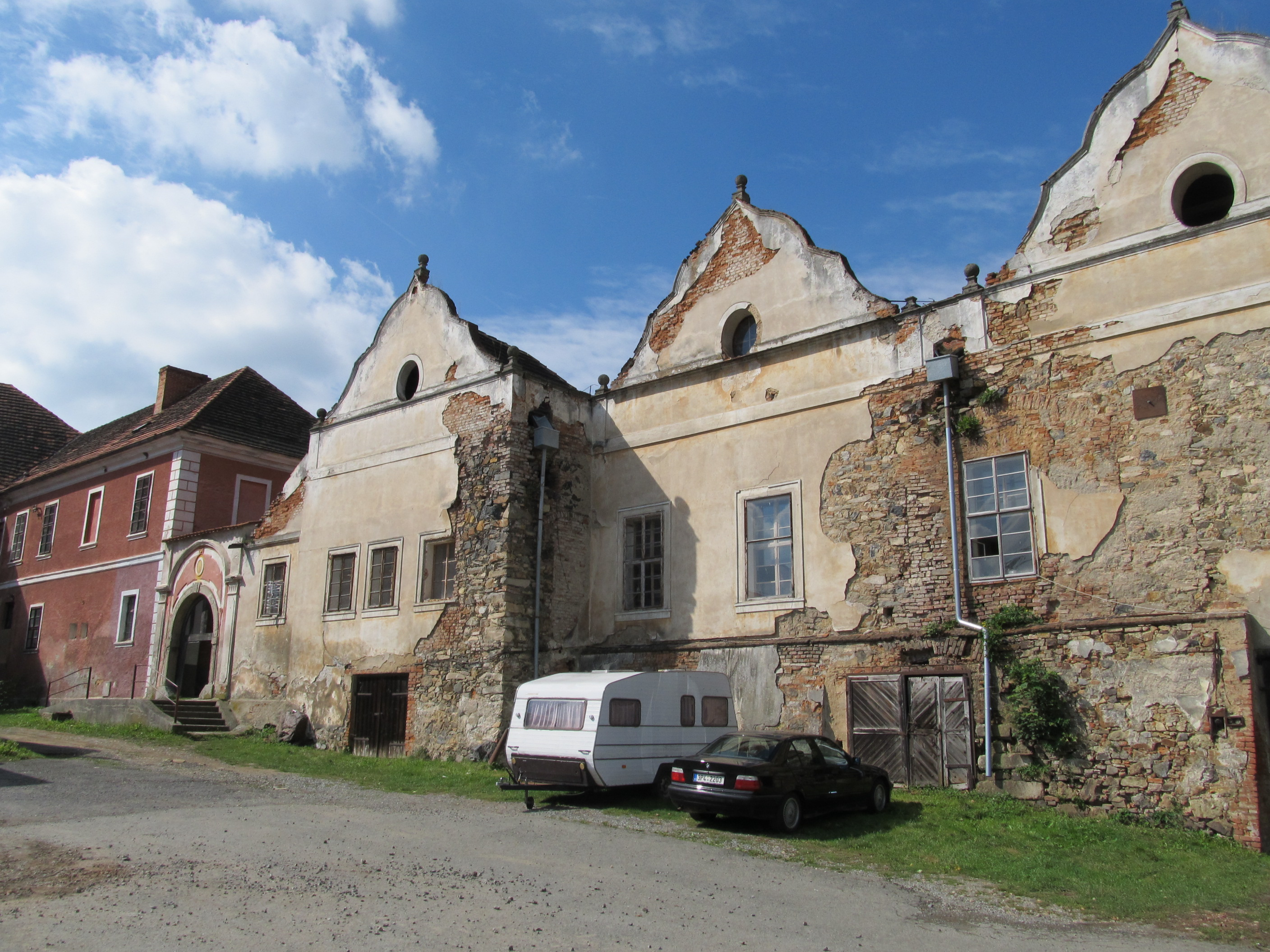
Zámek
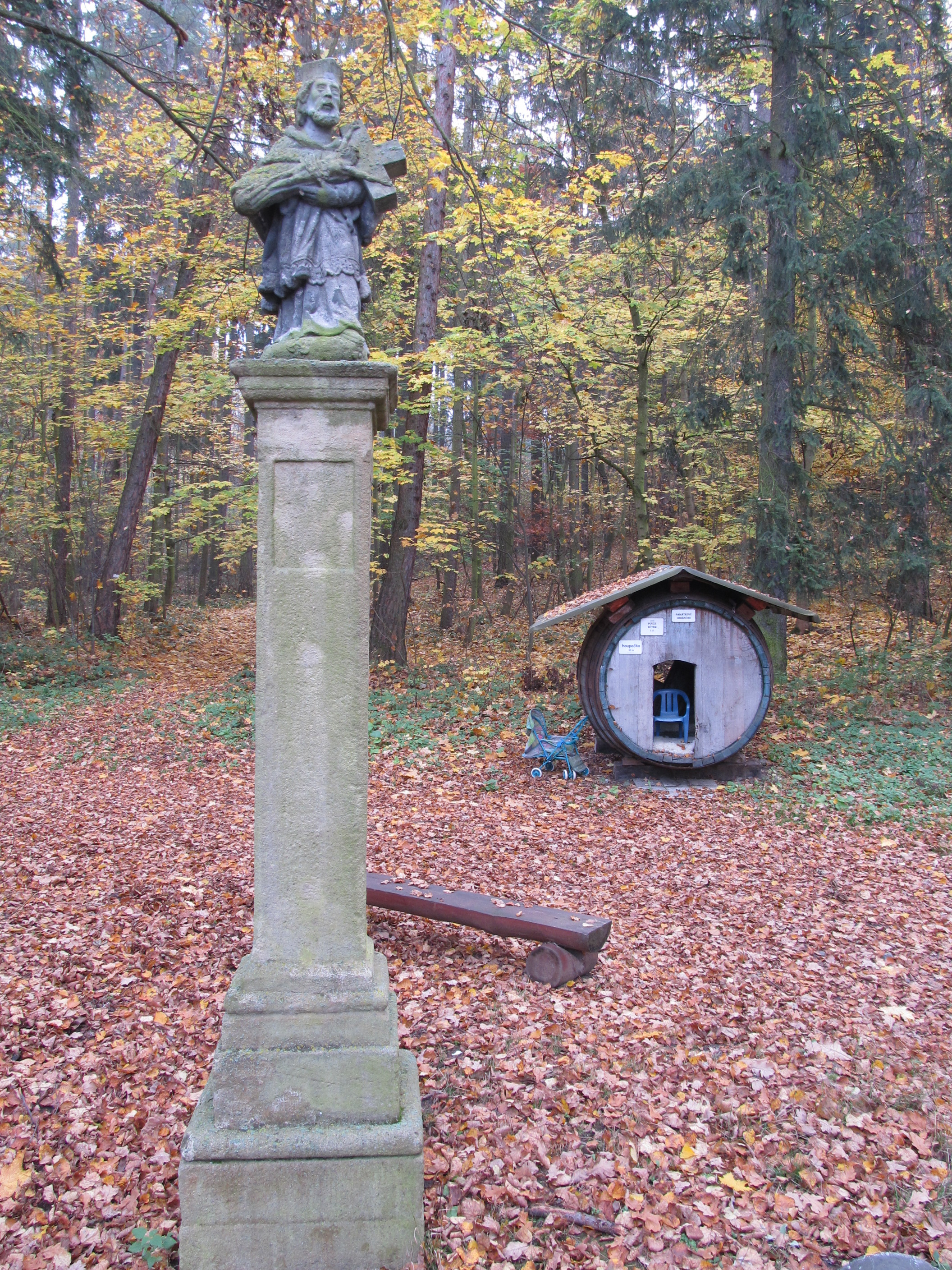
Svatý Jan Nepomucký
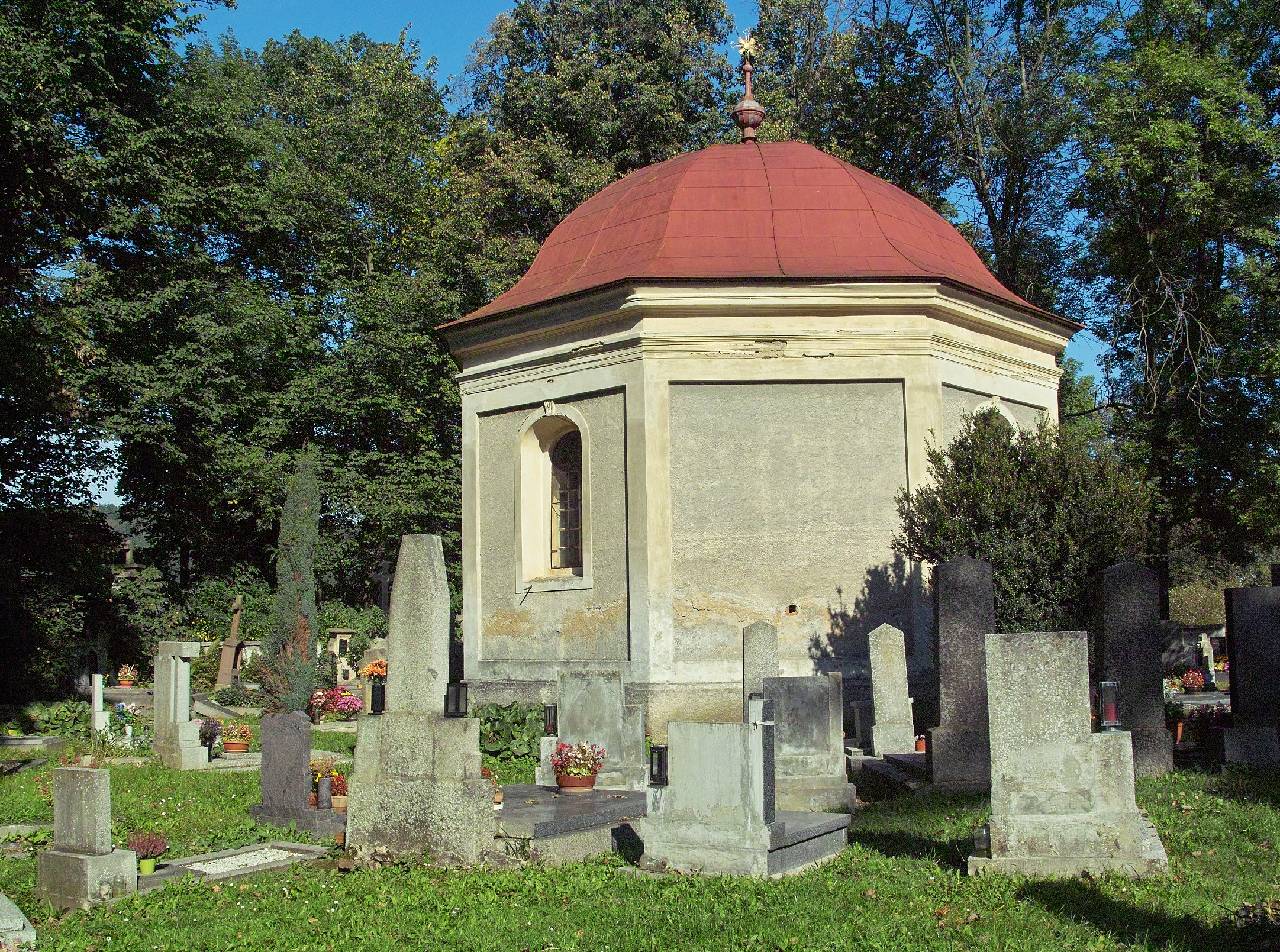
Kaple rodu Černínů